# Андерссон, Карл Юхан
Карл Юхан Андерссон (швед. Carl Johan (Charles) Andersson, 4 марта 1827, Норра-Рода, лен Вермланд — 5 июля 1867, Намибия) — шведский путешественник.
Родился в 1827 году в провинции Вермланд, в Швеции, как незаконнорожденный сын валлийского охотника-натуралиста. 
Отправился в 1850 году с Ф. Гальтоном в страну дамаров и овамбо, проник в 1853 и 1854 году один до озера Нгами и по возвращении в Европу в 1855 году описал своё путешествие в сочинении «Lake Ngami or explorations and discoveries during four years' wanderings in the wilds of South Western Afrika» (2 т., Лондон, 1855 г.; 2 изд. 1856), которое было переведено Томе (Thomèe) на шведский язык с текста, исправленного и дополненного самим Андерссоном (2 т., Стокгольм, 1856), и Лотце (Lotze) на немецкий (2 т. Лейпциг, 1857—58). 
Осенью 1856 года Андерссон отправился снова в Южную Африку. Состоял там некоторое время надсмотрщиком при рудниках в Свакопе и проник в 1858—1859 году с большими затруднениями на О. через страну дамаров до реки Окаванго, которой он достиг 22 марта 1859 года, откуда возвратился в Отьитуо (Otjituo). Это путешествие описано им в «The Okavango river; a narrative of travel, exploration and adventure» (Лондон, 1861; переведено на немецкий язык Гартманом, Лейпциг, 1863). Затем Андерссон отправился в Капштадт и поселился в Очимбингве, где занялся торговлей слоновой костью. 
В мае 1866 года он отправился опять в путешествие с целью сделать новые открытия и достигнуть реки Кунене. Добравшись до неё, заболел дизентерией, возвратился в область Овакуамби, где и скончался 5 июля 1867 года.